# Gaoshu
Gaoshu (chinesisch 高樹鄉, Pinyin Gāoshù Xiāng) ist eine Landgemeinde im Landkreis Pingtung in der Republik China (Taiwan).

## Beschreibung
Gaoshu liegt an der Nordgrenze des Landkreises Pingtung. Das Gemeindegebiet wird von zwei Fließgewässern im Norden und Süden im Wesentlichen begrenzt: im Norden vom Fluss Laonong (荖濃溪,  Lǎonóng Xī)  und im Süden vom kleineren Fluss Ailiao (隘寮溪,  Àiliáo Xī), der einige Kilometer westlich in der Nachbargemeinde Ligang in erstgenannten einmündet. Weitere Nachbargemeinden sind Sandimen im Osten, Yanpu im Süden, sowie Meinong und Liugui (beides Bezirke der nördlich angrenzenden regierungsunmittelbaren Stadt Kaohsiung) im Norden.
Gaoshu liegt am nordöstlichen Ende der Pingtung-Ebene (屏東平原). Weiter östlich schließt sich das Bergland des Taiwanischen Zentralgebirges an. Das Klima ist tropisch-warm mit einer Jahresmitteltemperatur von etwa 28 °C ohne größere jahreszeitliche Variation. Der Jahresniederschlag liegt bei etwa 2500 mm und der meiste Regen fällt in den Monaten Mai bis September. Das östlich gelegene Zentralgebirge hält starke Winde und auch die meisten Taifune ab.

## Geschichte
Die ursprünglichen Bewohner der Gegend waren taiwanisch-indigene Völker (Pingpu, bzw. Paiwan). Ab dem zweiten Regierungsjahr von Kaiser Qianlong (1736) begann die Besiedlung der Gegend von Gaoshu durch Han-chinesische Einwanderer, die aus den chinesischen Festlandprovinzen Guangdong und Fujian kamen. Sie gründeten eine Ansiedlung, die die Bezeichnung 東振新庄,  Dōngzhèn xīnzhuāng – „östlich erbaute Siedlung“ erhielt. Weil am Ort ein großer Kapokbaum stand, erhielt die Siedlung schließlich den Namen 高樹下庄,  Gāoshù xiàzhuāng – „Dorf unter dem hohen Baum“. Davon leitete sich der später Ortsname ‚Gaoshu‘ (wörtl. „hoher Baum“) ab. Zur Zeit der japanischen Kolonialherrschaft (1895–1945) entstand im Jahr 1920 hier die Verwaltungseinheit 高樹庄,  Gāoshù xiàzhuāng im Kreis Heitō (屏東郡) der Präfektur Takao. Nach der Übernahme Taiwans durch die Republik China im Jahr 1945 wurde die Verwaltung reorganisiert und Gaoshu wurde zu einer Landgemeinde (鄉,  Xiāng) im 1950 neu gebildeten Landkreis Pingtung.

## Landwirtschaft
Die Wirtschaftsstruktur ist von der Landwirtschaft geprägt. 80 % der Beschäftigten finden hier ihr Auskommen. Die Anbaufläche umfasst 3023 Hektar (Nass-)Reisfelder, 4484 Hektar Trockenland, 895 Hektar Kurzzeitkulturen und 5924 Hektar Langzeitkulturen mit Obstbau. Produkte der örtlichen Landwirtschaft sind Reis, Tabak, Ananas, Kokosnuss, Taro und Zierblumen (v. a. Magnolien). An Obstsorten werden Javaapfel, Ananas, Papaya und chinesische Jujube kultiviert.

## Verkehr
Gaoshi wird von mehreren überregionalen Straßen durchquert. Im Wesentlichen in Nord-Süd-Richtung verläuft die Provinzstraße 27. Von dieser zweigt die Provinzstraße 22 ab, die nach Westen zieht. Im Bereich der Abzweigung mündet auch die Kreisstraße 181, die von Nordwesten kommt. Am Ostrand des Gemeindegebiets, annähernd auf der Grenze zur Nachbargemeinde Sandimen (und am Ostrand des Zentralgebirges) verläuft in Nord-Süd-Richtung die Kreisstraße 185.

## Bevölkerung
2018 hatte Gaoshu knapp 24.500 Einwohner. Davon waren etwa 1,1 Prozent Angehörige indigener Völker.

## Administration
| Gliederung von Gaoshu |
|                       |

Gaoshu ist in 19 Dörfer untergliedert:
1 Gaoshu (高樹村)

2 Zhangrong (長榮村)

3 Dongxing (東興村)

4 Dongzhen (東振村)

5 Dabu (大埔村)

6 Yuanquan (源泉村)

7 Jianxing (建興村)

8 Taishan (泰山村)

9 Nanhua (南華村)

10 Guangfu (廣福村)

11 Guangxing (廣興村)

12 Jiuliao (舊寮村)

13 Sima (司馬村)

14 Cailiao (菜寮村)

15 Xinfeng (新豐村)

16 Tianzi (田子村)

17 Jiuzhuang (舊庄村)

18 Yanshu (鹽樹村)

19 Xinnan (新南村)

## Sehenswürdigkeiten
Neben der tropischen Natur verfügt Gaoshu über eine ganze Reihe von kleinen Tempeln.

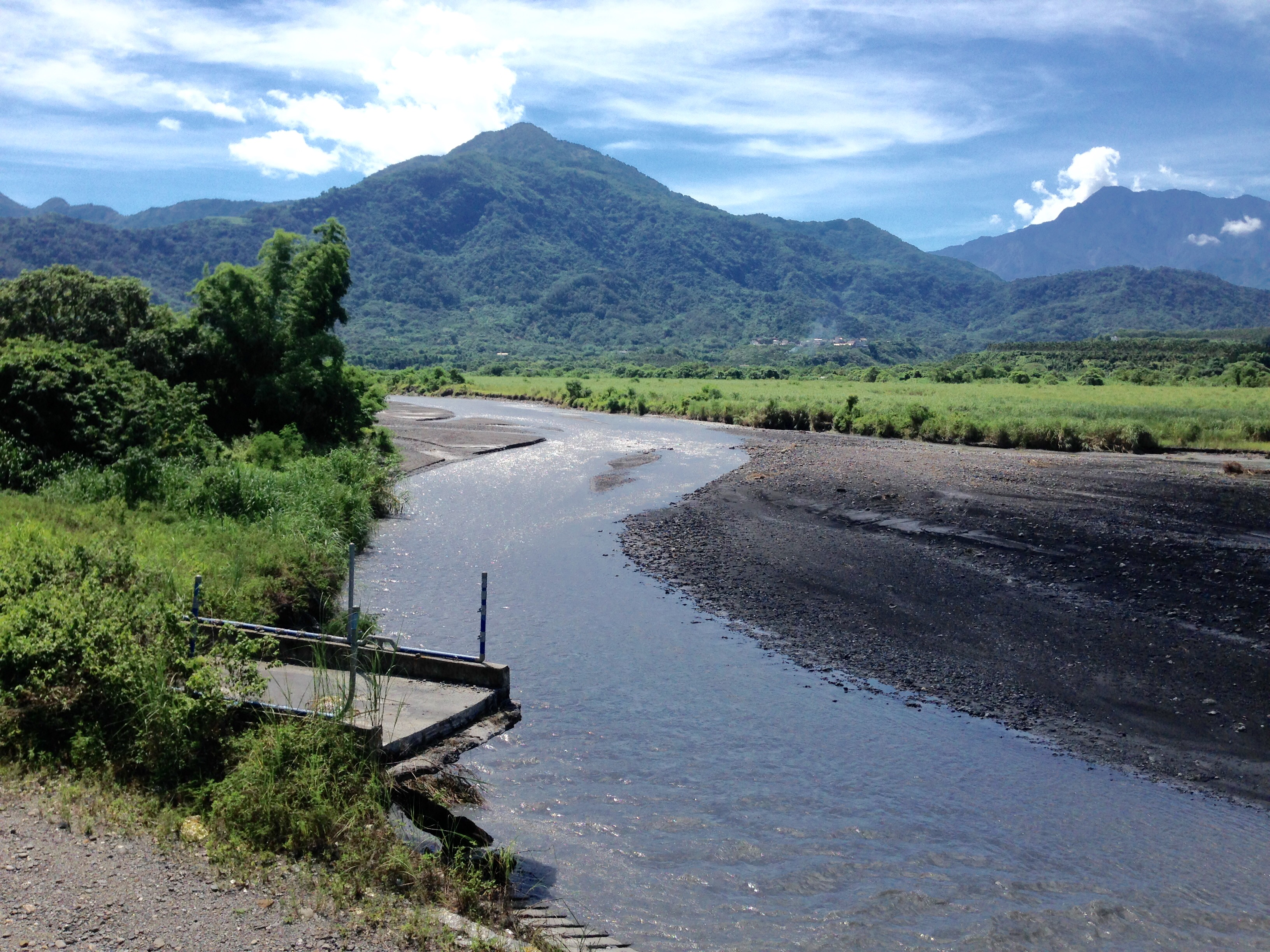
das Gewässer Koushe (口社溪,  Kǒushè Xī), ein Zufluss des Ailiao
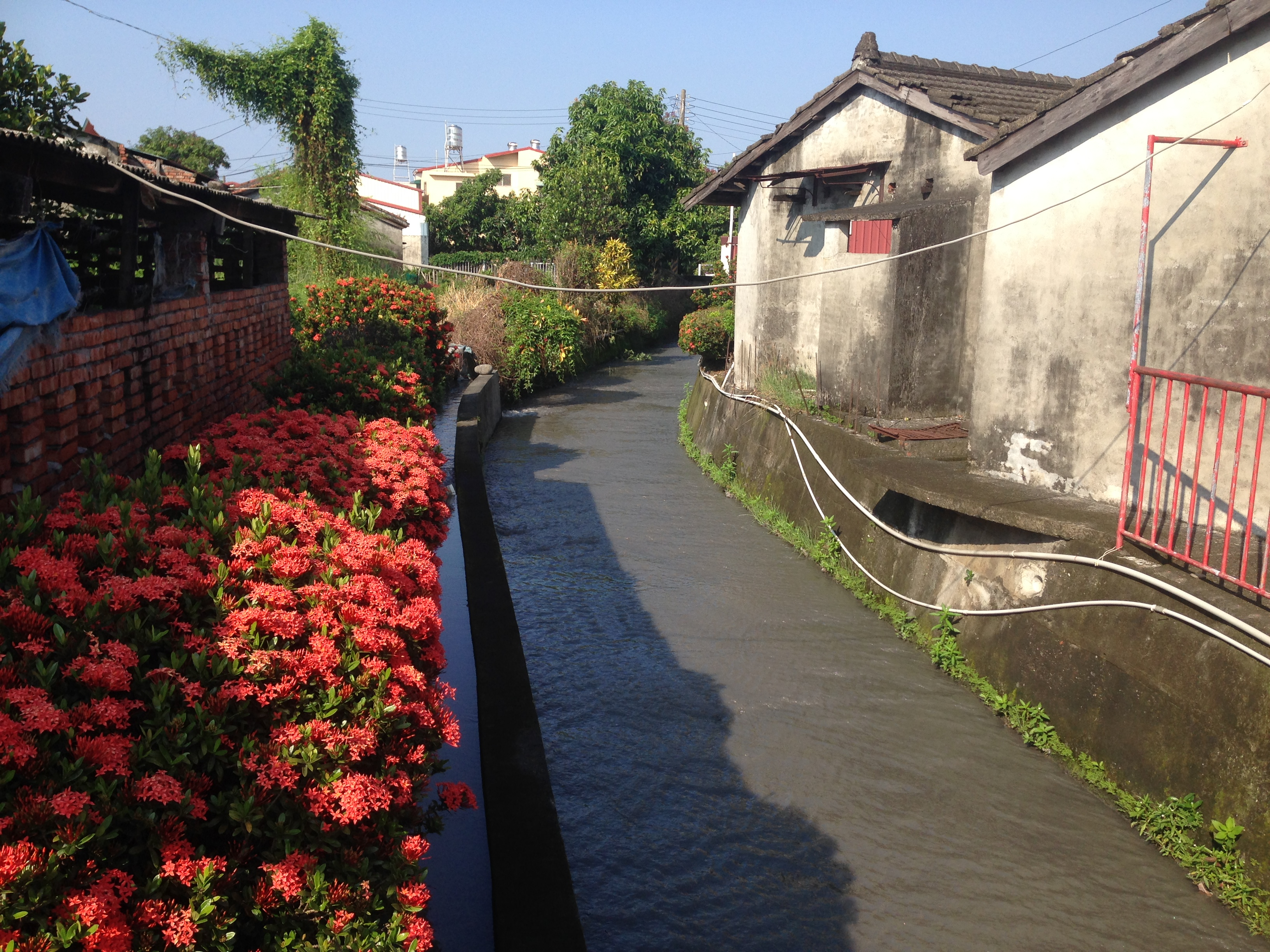
Dorfstraße im Dorf Dongxing